# Kunbir vartianorum
Kunbir vartianorum är en skalbaggsart som beskrevs av Holzschuh 1974. Kunbir vartianorum ingår i släktet Kunbir och familjen långhorningar.
Artens utbredningsområde är Pakistan. Inga underarter finns listade i Catalogue of Life.